# Sir Richard Squires Memorial Provincial Park
Sir Richard Squires Memorial Provincial Park är en park i Kanada.   Den ligger i provinsen Newfoundland och Labrador, i den östra delen av landet, 1 500 km öster om huvudstaden Ottawa. Sir Richard Squires Memorial Provincial Park ligger 80 meter över havet.
Terrängen runt Sir Richard Squires Memorial Provincial Park är platt åt nordväst, men åt sydost är den kuperad. Trakten runt Sir Richard Squires Memorial Provincial Park är nära nog obefolkad, med mindre än två invånare per kvadratkilometer.. Det finns inga samhällen i närheten.
I omgivningarna runt Sir Richard Squires Memorial Provincial Park växer i huvudsak blandskog.